# MDNA World Tour
MDNA World Tour je četvrti live album američke pjevačice Madonne. Objavljen je 6. rujna 2013. pod Live Nation Entertainmentom i Interscope Recordsom. Na albumu se nalazi snimka cjelovitog koncerta, a pojavljuje se u svim formatima uključujući dvostruki CD, DVD i Blu-ray. Redatelji su Danny B. Tull i Stephane Sennour, a koncert je snimljen u Miamiju tijekom sjevernoameričkog dijela MDNA Tour u studenom 2012. Također uključuje i snimke s nekoliko drugih koncerata. Prije objavljivanja, koncert je u cijelosti prikazan 22. lipnja 2013. u Sjedinjenim Državama na Epixu.

## Album i turneja
MDNA je dvanaesti studijski album američke pjevačice Madonne objavljen 23. ožujka 2012. pod Interscope Recordsom. Madonna je na albumu surađivala s različitim producentima poput Alle Benassi, Benny Benassi, Demolition Crew, Free School, Michael Malih, Indiigo, William Orbit, Martin Solveig. Na albumu Madonna pjeva o temama poput zabave, ljubavi prema glazbi, ali i o prekidima i osveti. Album je primio uglavnom pozitivne komentare kritičara. Debitirao je na prvom mjestu ljestvica u više od 40 zemalja svijeta, uključujući Australiju, kanadu, Italiju, Španjolsku, Ujedinjenom Kraljevstvu i Sjedinjenim Državama. Madonna je postavila rekord kao solo-izvođač s najviše broj 1 albuma u Ujedinjenom Kraljevstvu i Australiji. U Sjedinjenim Državama je njezin album zabilježio najveći pad prodaje u drugom tjednu albuma koji su debitirali na prvom mjestu liste u povijesti Nielsen SoundScan ere.
U svrhu promocije albuma, Madonna je započela svoju devetu koncertnu turneju MDNA Tour. Turneja je posjetila Aziju, Europu i obje Amerike. Na turneji su se po prvi puta našle neke nove postaje poput one u Ujedinjenim Arapskim Emiratima, Ukrajini te nekim u Sjedinjenim Državama,Kanadi te Kolumbiji. Iako je Madonna trebala posjetiti Zagreb 11. lipnja 2012. u sklopu ove turneje, koncert je 9. ožujka 2012. otkazan zbog logističkih poteškoća. Također je bilo predviđeno da će turneja posjetiti Australiju, te su bili zakazani datumi za siječanj 2013. godine, ali koncerti su otkazani pa je Madonna objavila i video ispriku na svoj službeni YouTube kanal. Madonna je turneju opisala kao "putovanje iz tame u svjetlost". Koncert je podijeljen u četiri dijela: Transgression (prijestup) gdje su glavna tema oružje i nasilje, Prophecy (proročanstvo) koji je spoj veselih pjesama kaoje okupljaju ljude, Masculine/Feminine kao kombinacija senzualnosti i mode s nekoliko Madonninih pjesama otjpevanih u cabaret stilu, te Redemption (iskup, spas) kao završni dio kojeg je Madonna opisala kao "veliki tulum i slavlje". Kako je turneja prešla na sjevernoamerički kontinent, dodane su još dvije pjesme za izvođenje, "Holiday" koju je izvodila na određenim koncertima i "Love Spent" koje je postala završna pjesma trećeg segmenta koncerta. Turneja je primila pozitivne komentare kritičara i publike. Turneja je izazvala burne reakcije zbog nasilja, oružja, ljudskih prava, golotinje i politike. Madonna je primila i prijetnje tužbom za vrijeme turneje. Komentari kritičara su bili vrlo pozitivni, s izuzetkom komentara za nekoliko koncerata koji su ocjenjeni negativno. Turneju je pratio i komercijalni uspjeh, te je mnogo koncerta bilo rasprodana u rekordnim vremenima. MDNA Tour je postala najunosnija turneja 2012. godine prema časopisu Billboard. MDNA Tour je sveukupno zaradila 305.1 milujuna $, što ju je učinilo devetom najunosnijom turnejom u povijesti, te drugom najunosnijom turnejom ženskog izvođača iza Madonnine Sticky & Sweet Tour.